# Senjska Draga
Senjska Draga is een plaats in de gemeente Senj in de Kroatische provincie Lika-Senj. De plaats telt 100 inwoners (2001).